# نوکیا ۲۰۱۰
نوکیا ۲۰۱۰ (انگلیسی: Nokia 2010) یک مدل گوشی تلفن ساخته شده توسط شرکت نوکیا بود.